# Championnat d'échecs de Saint-Pétersbourg
Le championnat d'échecs de Saint-Pétersbourg est un championnat d'échecs annuel organisé depuis 1920 et qui désigne le champion de la ville de Saint-Pétersbourg (anciennement Petrograd et Leningrad).
Le tournoi compte parmi ses vainqueurs les champions du monde Mikhaïl Botvinnik, Boris Spassky et Aleksandr Khalifman ainsi que les candidats au championnat du monde Mark Taïmanov, Viktor Kortchnoï et Leonid Youdassine.

## Palmarès

### Multiples vainqueurs
5 titres
- Andreï Loukine (en 1972, 1978, 1981, 1983 et 1988)

4 titres
- Aleksandr Tolouch (en 1937, 1938, 1946 et 1947)
- Mark Taïmanov (en 1948, 1950, 1952 et 1973)
- Mark Tseitline (en 1970, 1975, 1976 et 1978)
- Alekseï Goganov (en 2008, 2016, 2020 et 2021)

3 titres
- Grigory Levenfish (en 1922, 1924 et 1925)
- Ilia Rabinovitch (en 1920, 1925 et 1928)
- Alexandre Iline-Jenevski (en 1925, 1926 et 1929)
- Gueorgui Lissitsine (en 1934, 1939 et 1947)
- Viktor Kortchnoï (en 1955, 1957 et 1964)
- Aleksandr Tcherepkov (en 1967, 1968 et 1982)
- Sergueï Ivanov (en 1991, 1993 et 1994)
- Valeri Loguinov (en 2000, 2004 et 2005)
- Vassili Iemeline (en 1993, 2002 et 2014)
- Dennis Ievsseïev (en 2003, 2013 et 2014)

2 titres
- Mikhaïl Botvinnik (en 1931 et 1934)
- Vitali Tchekhover (en 1937 et 1949)
- Boris Spassky (en 1959 et 1961)
- Viatcheslav Osnos (en 1971 et 1980)
- Ievgueni Solojenkine (en 1986 et 1998)
- Vladimir Epichine (en 1987 et 2022)
- Aleksandr Khalifman (en 1996 et 1997)
- Valeri Popov (en 2001 et 2006)

### 1920 et 1922: championnat de Petrograd
| Éd. | Année | Vainqueur         | Score   |
| --- | ----- | ----------------- | ------- |
| 1   | 1920  | Ilia Rabinovitch  | 10 / 11 |
| 2   | 1922  | Grigory Levenfish | 9 / 11  |

### Championnat de Léningrad (1924 – 1946)
| #  | Année     | Vainqueur                                                                    | Deuxième                                            | Nombre de participants   |
| -- | --------- | ---------------------------------------------------------------------------- | --------------------------------------------------- | ------------------------ |
| 3  | 1924      | Grigory Levenfish                                                            |                                                     |                          |
| 4  | 1925      | Ilia Rabinovitch Piotr Romanovski Alexandre Iline-Jenevski Grigory Levenfish |                                                     |                          |
| 5  | 1926      | Alexandre Iline-Jenevski                                                     |                                                     |                          |
| 6  | 1928      | Ilia Rabinovitch                                                             |                                                     |                          |
| 7  | 1929      | Alexandre Iline-Jenevski                                                     |                                                     |                          |
| 8  | 1930-1931 | Mikhaïl Botvinnik                                                            | Piotr Romanovski                                    | 18                       |
| 9  | 1932      | Mikhaïl Botvinnik (2)                                                        | Vladimir Alatortsev                                 | 12 (finale)              |
| 10 | 1933-1934 | Vladimir Alatortsev Gueorgui Lissitsine                                      |                                                     | 16                       |
| 11 | 1936      | Viatcheslav Ragozine                                                         | Vsevolod Rauzer                                     | 8 (tournoi à deux tours) |
| 12 | 1937      | Dmitri Rovner Aleksandr Tolouch Vitali Tchekhover                            |                                                     | 16                       |
| 13 | 1938      | Aleksandr Tolouch                                                            | Viktor Vassiliev                                    | 14                       |
| 14 | 1939      | Gueorgui Lissitsine                                                          | Léonid Chamaïev                                     | 16                       |
| 15 | 1940      | Ilia Rabinovitch (3)                                                         | Viktor Vassiliev Aleksandr Tolouch Léonid Chamaïev  | 17                       |
| 16 | 1941      | inachevé en 1941                                                             | inachevé en 1941                                    | 8                        |
| 16 | 1942      | A. Peregouiline                                                              | Ievgueni Kouzminikh                                 | 9                        |
| 17 | 1943      | Fiodor Skliarov                                                              | A. M. Nessler Vassili Sokov                         | 10                       |
| 18 | 1944      | Abram Model                                                                  | Fiodor Skliarov                                     | 10                       |
| 19 | 1945      | Viatcheslav Ragozine                                                         | Andreï Batouïev Nikolaï Kopilov Gueorgui Lissitsine | 23                       |
| 20 | 1946      | Aleksandr Tolouch                                                            | Grigory Levenfish                                   | 18                       |

| #  | Année | Vainqueur                                     |
| -- | ----- | --------------------------------------------- |
| 21 | 1947  | Gueorgui Lissitsine (3) Aleksandr Tolouch (4) |
| 22 | 1948  | Mark Taïmanov                                 |
| 23 | 1949  | Vitali Tchekhover (2)                         |
| 24 | 1950  | Mark Taïmanov                                 |
| 25 | 1952  | Mark Taïmanov                                 |
| 26 | 1953  | Semion Fourman                                |
| 27 | 1954  | Nikolaï Kopilov                               |
| 28 | 1955  | Viktor Kortchnoï                              |
| 29 | 1956  | Pavel Kondratiev                              |
| 30 | 1957  | Viktor Kortchnoï Semion Fourman               |
| 31 | 1958  | Igor Roubel                                   |
| 32 | 1959  | Boris Spassky                                 |
| 33 | 1960  | Vladimir Chichkine                            |
| 34 | 1961  | Boris Spassky (2) Mark Taimanov               |
| 35 | 1962  | Konstatin Klaman                              |
| 36 | 1963  | Boris Vladimirov                              |
| 37 | 1964  | Viktor Kortchnoï (3)                          |
| 38 | 1965  | Vadim Faibisovitch (après départage)          |
| 39 | 1966  | Ievgueni Rouban                               |
| 40 | 1967  | Aleksandr Tcherepkov                          |
| 41 | 1968  | Aleksandr Tcherepkov (après départage)        |
| 42 | 1969  | Vadim Faibisovitch                            |
| 43 | 1970  | Mark Tseitline (après départage)              |
| 44 | 1971  | Viatcheslav Osnos                             |
| 45 | 1972  | Andreï Loukine                                |
| 46 | 1973  | Mark Taïmanov (4)                             |
| 47 | 1974  | Vladimir Karassiov                            |
| 48 | 1975  | Mark Tseitline                                |
| 49 | 1976  | Mark Tseitline                                |
| 50 | 1977  | Vadim Faibisovitch                            |
| 51 | 1978  | Mark Tseitline Andreï Loukine                 |
| 52 | 1979  | Igor Polovodine                               |
| 53 | 1980  | Viatcheslav Osnos (2)                         |
| 54 | 1981  | Andreï Loukine                                |
| 55 | 1982  | Aleksandr Tcherepkov (après départage)        |
| 56 | 1983  | Andreï Loukine                                |
| 57 | 1984  | Leonid Youdassine                             |
| 58 | 1985  | Alex Yermolinsky Vladislav Vorotnikov         |
| 59 | 1986  | Ievgueni Solojenkine                          |
| 60 | 1987  | Vladimir Epichine                             |
| 61 | 1988  | Andreï Loukine (5)                            |
| 62 | 1989  | Alekseï Iouneïev                              |
| 63 | 1990  | Konstantin Sakaïev Alekseï Ivanov ?           |
| 64 | 1991  | Sergueï Ivanov                                |

| #  | Année | Vainqueur                                  |
| -- | ----- | ------------------------------------------ |
| 65 | 1992  | Sergueï Ivanov                             |
| 66 | 1993  | Vassili Iemeline                           |
| 67 | 1994  | Sergueï Ivanov (3)                         |
| 68 | 1995  | Peter Svidler                              |
| 69 | 1996  | Aleksandr Khalifman                        |
| 70 | 1997  | Aleksandr Khalifman (2)                    |
| 71 | 1998  | Ievgueni Solojenkine                       |
| 72 | 1999  | Ievgueni Chapochnikov                      |
| 73 | 2000  | Valeri Loguinov                            |
| 74 | 2001  | Valeri Popov                               |
| 75 | 2002  | Vassili Iemeline                           |
| 76 | 2003  | Dennis Ievsseïev                           |
| 77 | 2004  | Valeri Loguinov                            |
| 78 | 2005  | Valeri Loguinov (3)                        |
| 79 | 2006  | Valeri Popov (2)                           |
| 80 | 2007  | Marat Makarov                              |
| 81 | 2008  | Alekseï Goganov                            |
| 82 | 2009  | Maksim Matlakov                            |
| 83 | 2010  | Ildar Khaïroulline                         |
| 84 | 2011  | Vassili Iemeline (3)                       |
| 85 | 2012  | Aleksandr Chimanov                         |
| 86 | 2013  | Dennis Ievsseïev                           |
| 87 | 2014  | Dennis Ievsseïev (3) (devant Valeri Popov) |
| 88 | 2015  | Alekseï Zenzera                            |
| 89 | 2016  | Alekseï Goganov (2)                        |
| 90 | 2017  | Evgueni Alekseïev                          |
| 91 | 2018  | Sergueï Lobanov                            |
| 92 | 2019  | Ievgueni Levine                            |
| 93 | 2020  | Alekseï Goganov (3)                        |
| 94 | 2021  | Alekseï Goganov (4)                        |
| 95 | 2022  | Vladimir Epichine                          |